# Lophaster suluensis
Lophaster suluensis är en sjöstjärneart som beskrevs av Fisher 1913. Lophaster suluensis ingår i släktet Lophaster och familjen solsjöstjärnor.
Artens utbredningsområde är havet kring Nya Zeeland. Inga underarter finns listade i Catalogue of Life.